# Storloken (Brunflo socken, Jämtland)
Storloken är en sjö i Östersunds kommun i Jämtland och ingår i Ljungans huvudavrinningsområde.